# فيك مينيانا
فيك مينيانا (Vic Mignogna) (اسمه الكامل فيكتور جوزيف مينيانا (Victor Joseph Mignogna)) هو مؤدي أصوات أمريكي ولد في 27 أغسطس 1962 في ولاية بنسيلفانيا.

## أدواره في الأنمي

### مسلسلات أنمي تلفزيونية
- جينيريتر غاول - غاول
- خيميائي الفولاذ - إدوارد إلريك
- خيميائي الفولاذ: فل ميتال ألكيميست - إدوارد إلريك
- AIR - يوكيتو كونيساكي
- دي إن إنجل - دارك ماوسي
- بليتش - إيكاكو مادارامي، زابيمارو, سينبونزاكورا
- ون بيس - النقيب نيزومي، ليك, ويتون، سابو
- سايوكي - كوغايجي
- جيغوكو شوجو - يوشيوكي هانجو
- يو يو هاكوشو - أورا أوراشيما
- ماكروس - هيكارو إيتشيجو
- حكايات أشباح المدرسة - دافينشي (تحت الاسم المستعار أوبي فروستيبس (Obi Frostips))
- تسوباسا كرونيكل - فاي دي فلورايت
- MADLAX - كاروسوا دون
- فل ميتال بانيك! - كورز ويبر
- فل ميتال بانيك؟ فوموفو - كورز ويبر، رجل الحصان
- فل ميتال بانيك! The Second Raid - كورز ويبر
- فل ميتال بانيك! Invisible Victory - كورز ويبر
- كيدي غريد - دكسترا
- ترينيتي بلاد - فيرجيل والش
- موشيشي - كيسكي
- بيسميكر كوروغاني - إيتشيمورا تاتسونوسكي
- إينوسنت فينوس - جين تسوراساوا
- نادي مضيفي ثانوية أوران - تاماكي سوؤو
- بامبكين سيزرز - هانس
- كلايمور - ريغالدو
- دي جرايمان - أكوما مهرج
- المحقق كونان - مساعد عمدة الجزيرة (سيمفونية ضوء القمر), زميل سوكو (جريمة قتل في المقهى)
- داركر ذان بلاك: المقاول الأسود - إيزاك
- هيرويك إيج - روم رو
- كينيتشي التلميذ الأقوى - كينسي ما
- إكسل ساغا - وولف
- كود غياس: لولوش المتمرد R2 - لوسيانو برادلي
- سول إيتر - ديث سايث/سبيريت آلبارن
- أسطول الزجاج - لوي
- رازيفون - مامورو توريغاي
- فامباير نايت - زيرو كيريو، إيتشيرو كيريو
- فامباير نايت Guilty - زيرو كيريو، إيتشيرو كيريو
- كيكايشي - يوشيموري سوميمورا، شيكيغامي يوشيموري
- كآبة هاروهي سوزوميا - يوتاكا تامارو
- دراغون بول كاي - برتر
- دراغون بول سوبر - غيبومان
- ناروتو شيبودن - أوبيتو أوتشيها, فوين، سي
- سنغوكو باسارا - أكيتشي ميتسوهيدي
- أويدو روكيت - تيتسوجو
- كاشرن سينز - روبوت
- ريد غاردن - راندي فورست
- ميري آكلة الأحلام - ريوتا إيجيما
- ليفل E - الأمير/باكا كي إل دوغرا
- بيرسونا 4 ذي أنيميشن - كو إيتشيجو
- حفيد نوراريهيون - تامازوكي
- دانس إن ذا فامباير باند - رومولوس
- ماغي: The Labyrinth of Magic - كا كوبون
- رايلغان معينة خاصة بالعلم - تريك
- إينيشال دي - شينغو شوجي
- كارنفال - كاروكو
- تايغر آند باني - هانس تشاكمان، روتوانغ
- سوزوكا - تيتسوتو كينوغاسا
- إندماج الديجيمون - كريستوفر آونوما، مادليومون
- فري! - رين ماتسوؤكا
- فري! Eternal Summer - رين ماتسوؤكا
- هجوم العمالقة - إرد جين
- بوكيمون إكس/واي - سايزو
- بطولات أرسلان - هيلميس
- بطولات أرسلان: رقصة الرياح المغبرة - هيلميس
- بونغو ستراي دوغز - رانبو إيدوغاوا
- شارلوت - كازوكي توموري
- فيت/إكسترا Last Encore - آرتشر
- مغامرة جوجو الغريبة: الماس لا ينكسر - روهان كيشيبي
- لعبة الجوكر - آرون برايس
- الخادم الأسود Book of Circus - بيتر
- نانباكا - كينشيرو يوزاكورا
- ذا ريفليكشن - إكس-أون
- توكين رانبو: هانامارو - ميكازوكي مونيتشيكا
- توكين رانبو: هانامارو: الموسم الثاني - ميكازوكي مونيتشيكا
- يوري أون آيس - نوبوناري أودا

### أنمي الإنترنت
- هيتاليا Axis Powers - اليونان

### أوفا أنمي
- مردر برنسس - والد فاليس
- تسوباسا طوكيو ريفيليشن - فاي دي فلورايت

### أفلام أنمي
- فيلم خيميائي الفولاذ: محتل شامبالا - إدوارد إلريك
- فيلم خيميائي الفولاذ: نجم ميلوس المقدس - إدوارد إلريك
- دراغون بول Z: برولي السوبر سايان الأسطوري - برولي
- دراغون بول Z: عودة برولي - برولي
- دراغون بول Z: بايو-برولي - برولي
- دراغون بول سوبر: برولي - برولي
- بليتش: ميموريز أوف نوبودي - إيكاكو مادارامي، موي
- بليتش: ذا داياموند داست ريبيليون, هيورينمارو آخر - إيكاكو مادارامي
- تسوباسا كرونيكل: أميرة بلد أقفاص الطيور - فاي دي فلورايت
- ناروتو شيبودن: الفيلم - يومي
- فيلم بوكيمون: كيوريم ضد سيف العدالة - كيلديو
- ون بيس فيلم غولد - سابو

## أدواره في الرسوم المتحركة
- روبي - كرو برانوين
- روبي تشيبي - كرو برانوين
- ميراكيولوس: مغامرات الدعسوقة و القط الأسود - جليل كوبديل/الفرعون

## أدواره في ألعاب الفيديو
- بيرسونا 3 - جونبي إيوري
- بيرسونا 3 فيس - جونبي إيوري
- بيرسونا 3 بورتبل - جونبي إيوري
- بيرسونا 4 أرينا ألتيماكس - جونبي إيوري، إيغور
- بيرسونا Q شادو أوف ذا لابيرينث - جونبي إيوري
- بيرسونا 3 دانسينغ إن مونلايت - جونبي إيوري
- سلسلة ألعاب ديسغايا - ماو
- سنغوكو باسارا: ساموراي هيروز - تينكاي
- ناروتو شيبودن: ألتيميت نينجا ستورم ريفولوشن - سي، أوبيتو أوتشيها (أيام الطفولة)

## أدواره في الدبلجة الإنجليزية
- خيميائي الفولاذ - إدوارد إلريك

## وصلات خارجية
- فيك مينيانا على موقع IMDb (الإنجليزية)
- فيك مينيانا على موقع ميتاكريتيك (الإنجليزية)
- فيك مينيانا على موقع روتن توميتوز (الإنجليزية)
- فيك مينيانا على موقع قاعدة بيانات الأفلام العربية
- فيك مينيانا على موقع ألو سيني (الفرنسية)
- فيك مينيانا على موقع ميوزك برينز (الإنجليزية)
- فيك مينيانا على موقع أول موفي (الإنجليزية)
- فيك مينيانا على موقع أول ميوزيك (الإنجليزية)
- فيك مينيانا على موقع ديسكوغز (الإنجليزية)
- فيك مينيانا على موقع قاعدة بيانات الفيلم (الإنجليزية)